# Ofspor
Ofspor is een club uit de Turkse stad Of, gelegen in de provincie Trabzon uit de Zwarte Zeeregio. De thuiswedstrijden worden afgewerkt in het Vali İsmet Gürbüz Civelek stadion. Ofspor komt uit in de TFF 3. Lig.

## Geschiedenis
Of Çayspor, met Osman Saral als voorzitter, werd opgericht in 1976. De clubkleuren waren rood en groen. Een andere club Yukarı Kışlacık Gençlerbirliği werd opgericht in 1979. De clubkleuren van deze club waren marineblauw en blauw. De naam van laatstgenoemde club werd veranderd in Of Gençlerbirliği.  In 1992 fuseren Of Çayspor en Of Gençlerbirliği waardoor Ofspor ontstaat. De clubkleuren worden bordeauxrood en geel. In 1995 volgt een fusie met de in 1968 opgerichte Trabzon Beldespor, waardoor de club voor het eerst in zijn geschiedenis in de Turkse professionele competities kan uitkomen.

## Competitieresultaten
- TFF 2. Lig:

2008-2015, 2016-17
- TFF 3. Lig:

1995-2008, 2015-2016, 2017-
Groep I : 23 Elazığ FK · Anadolu Üniversitesi · Artvin Hopaspor · Belediye Kütahyaspor · Bornova 1877 · Bulvarspor · Bursaspor · Düzcespor · Ergene Velimeşe SK · Kahramanmaraşspor · Karşıyaka · Kırşehir Futbol SK ·  Kuşadasıspor · Muş 1984 Muşspor · Silifke Belediyespor · Tokat Belediye Plevnespor

Groep II :Adıyamam FK · Amasyaspor FK · Balıkesirspor · Beykoz İshaklı Spor · Çayelispor · Etimesgut Belediyespor · Fatsa Belediyespor · İnegöl Kafkas · Kelkit Hürriyet SK · Mazıdağı Fosfatspor · Muğlaspor · Nevşehir Belediyespor · Silivrispor · Tire 2021 FK · Türkmetal 1963 Spor · Uşakspor

Groep III : 1922 Konyaspor · 52 Orduspor · Alanya Kestelspor · Aliağa FK · Ayvalıkgücü Belediyespor · Bayburt Özel İdarespor · Bursa Yıldırımspor · Çankaya SK · Çorluspor 1947 · Efeler 09 Spor · Karabük İdmanyurduspor · Küçükçekmece Sinop SK · Osmaniyespor FK ·  Pazarspor · Viranşehir Belediyespor · Yozgat Belediyesi Bozokspor

Groep IV : 1926 Polatlı Belediyespor · Ağrı 1970 Spor · Bergama SF · Büyükçekmece Tepecikspor · Denizlispor · Edirnespor · Kahramanmaraş İstiklalspor · Kırıkkalegücü Futbol SK · Mardin 1969 Spor · Niğde Belediyespor · Orduspor 1967 · Sebat Gençlikspor · Talasgücü Belediyespor ·  Turgutluspor · Zonguldak Kömürspor